# Route nationale 7 (Afrique du Sud)
Pour les articles homonymes, voir N7 et Route nationale 7.
La N7 est une des Routes nationales d'Afrique du Sud. La N7 débute à Cap au Cap-Occidental, et se termine à Springbok, au Cap-du-Nord, pour se poursuivre à Vioolsdrif, à la frontière avec la Namibie.